# John Abbot (entomologista)
John Abbot (Londres, 31 de maio ou 1 de junho de 1751 – Condado de Bulloch, Geórgia, dezembro de 1840 ou janeiro de 1841) foi um entomologista, botânico e ornitólogo norte-americano.

## Biografia
Grande parte de sua vida, continua sendo desconhecida. Era o primogênito de James Abbot e Ann Clousinger. Seu pai  descobriu prontamente o seu interesse por insetos e artes, enviando-o para estudar desenho e gravações no atelier de Jacob Bonneau (1741-1786), onde descobriu o seu maior talento, o de ilustrador botânico.
De 1769 a 1773 trabalhou no estúdio de seu pai. Um grupo de naturalistas liderado por Dru Drury (1725-1804) e a Royal Society, contrata Abbot para ir estudar e coletar espécimenes para a história natural da Virgínia.
Permaneceu na Virgínia  desde 1773 até 1775, para depois instalar-se na Geórgia, lutando como voluntário na Guerra da Independência americana e, em 1795, passou a viver como agricultor. Realizou numerosas ilustrações de pássaros, mais de 1300,  que estão atualmente conservadas no Museu de História Natural de Londres,  Biblioteca Britânica e na Universidade de Harvard. Outros repositórios dos seus desenhos incluem a Universidade Johns Hopkins, Universidade da Carolina do Sul, Universidade Emory, e a Biblioteca Alexander Turnbull. As demais estão dispersas, depois de uma venda em leilão em 1980. Suas descrições foram influenciadas por John Latham (1740-1837).
Os espécimes que recolheu foram em parte para a Europa e seus colecionadores, porém diversas remessas enviadas pelo mar foram perdidas  em naufrágios, o que desencorajou Abbot. Ele confia as descrições de suas ilustrações a outros.  Assim,  James Edward Smith (1759-1828) publicou,  em 1797, The Natural History of the Rare Lepidopterous Insects of Georgia Collected from Observations by John Abbot (2 volumes, 104 ilustrações). Alguns desenhos foram  utilizados por Boisduval (1799-1879) e John Lawrence LeConte (1825-1883) na sua  Histoire Générale et Iconographie des lépidoptères et des chenilles de l’Amérique septentrionale (1833) sem citar a autoria de Abbot. Outras publicações utilizaram as suas obras :  a Histoire naturelle des insectes aptères (1837-1847) de Charles Athanase Walckenaer (1771-1852), o Supplement to the General Synopsis of Birds (1787-1801), o Index Ornithologicus (1790) e o  General History of Birds (1821-1828) de Latham, o American Ornithology (1808-1814)  de Alexander Wilson (1766-1813) e o A Sketch of the Botany of South-Carolina and Georgia (1821-1824) de Stephen Elliott (1771-1830).

## Obras
- Com James Edward Smith (1759-1828), The Natural History of the Rare Lepidopterous Insects of Georgia Collected from Observations by John Abbot (2 volumes, 104 ilustrações).(1797).
- Originais desenhados por Jean-Baptiste Alphonse Dechauffour de Boisduval (1799-1879) e John Eatton Le Conte (1825-1883) Histoire Générale et Iconographie des Lépidoptères et des Chenilles de l’Amérique septentrionale (1833).
- Originais desenhados  por Charles Athanase Walckenaer Histoire naturelle des insectes aptères (1837-1847).